# Sherkot
Sherkot là một thành phố và là nơi đặt ban đô thị (municipal board) của quận Bijnor thuộc bang Uttar Pradesh, Ấn Độ.

## Địa lý
Sherkot có vị trí 29°21′B 78°35′Đ / 29,35°B 78,58°Đ Nó có độ cao trung bình là 203 mét (666 feet).

## Nhân khẩu
Theo điều tra dân số năm 2001 của Ấn Độ, Sherkot có dân số 52.870 người. Phái nam chiếm 53% tổng số dân và phái nữ chiếm 47%. Sherkot có tỷ lệ 47% biết đọc biết viết, thấp hơn tỷ lệ trung bình toàn quốc là 59,5%: tỷ lệ cho phái nam là 52%, và tỷ lệ cho phái nữ là 41%. Tại Sherkot, 18% dân số nhỏ hơn 6 tuổi.